# Котанджа, Мелих
Мели́х Котанджа́ (тур. Melih Kotanca; 1915 — 8 июня 1986, Стамбул) — турецкий футболист, играл на позиции нападающего. Он выступал в лёгкой атлетике, специализируясь на беге на различные дистанции, пятиборье и многоборье.

## Биография

### Игровая карьера
В 1935 году присоединился к клубу «Гюнеш», в составе которого отыграл три сезона и два раза выиграл Стамбульскую лигу.
В 1938 году перешёл в «Фенербахче», в котором отыграл 10 сезонов. За «жёлтых канареек» в общей сложности он сыграл 185 матчей и забил 204 гола.

### Карьера в лёгкой атлетике
Помимо футбола, Котанджа выступал в лёгкой атлетике, специализируясь на беге на различные дистанции, пятиборье, многоборье и метании копья. На Балканских играх 1938 года в беге на 400 метров завоевал золотую медаль. В 1939 и 1940 годах был чемпионом Турции в беге на 100, 200 и 400 метров, в метании копья и беге с барьерами.
В 1940 году, выступая на Балканских играх, завоевал три золотые медали (в беге на 400 метров, эстафете 4×1000 м и в беге на 200 м).

### Смерть
Скончался 8 июня 1986 года в Стамбуле.

## Достижения

### Как футболиста
«Гюнеш»
- Чемпион Стамбульской лиги (2): 1936/37, 1937/38
- Победитель Национального дивизиона[англ.] (1): 1938

«Фенербахче»
- Чемпион Стамбульской лиги (3): 1943/44, 1946/47, 1947/48
- Победитель Национального дивизиона[англ.] (3): 1943, 1945, 1946
- Обладатель Стамбульского кубка[англ.] (1): 1945
- Обладатель Кубка премьер-министра Турции[англ.] (2): 1945, 1946

### Как легкоатлета
- Балканские игры 1938 — Бег на 400 метров
- Балканские игры 1940 — Бег на 400 метров
- Балканские игры 1940 — 4X1000 м (эстафета)
- Балканские игры 1940 — Бег на 200 метров
- Балканские игры 1940 — 400 м с барьерами